# Liste der Baudenkmale in Hespe
In der Liste der Baudenkmale in Hespe sind die Baudenkmale der niedersächsischen Gemeinde Hespe und ihrer Ortsteile aufgelistet. Die Quelle der Baudenkmale ist der Denkmalatlas Niedersachsen. Der Stand der Liste ist der 30. Mai 2020.

## Allgemein
In den Spalten befinden sich folgende Informationen:
- Lage: die Adresse des Baudenkmales und die geographischen Koordinaten. Kartenansicht, um Koordinaten zu setzen. In der Kartenansicht sind Baudenkmale ohne Koordinaten mit einem roten Marker dargestellt und können in der Karte gesetzt werden. Baudenkmale ohne Bild sind mit einem blauen Marker gekennzeichnet, Baudenkmale mit Bild mit einem grünen Marker.
- Bezeichnung: Bezeichnung des Baudenkmales
- Beschreibung: die Beschreibung des Baudenkmales. Unter § 3 Abs. 2 NDSchG werden Einzeldenkmale und unter § 3 Abs. 3 NDSchG Gruppen baulicher Anlagen und deren Bestandteile ausgewiesen.
- ID: die Objekt-ID des Baudenkmales
- Bild: ein Bild des Baudenkmales, ggf. zusätzlich mit einem Link zu weiteren Fotos des Baudenkmals im Medienarchiv Wikimedia Commons. Wenn man auf das Kamerasymbol klickt, können Fotos zu Baudenkmalen aus dieser Liste hochgeladen werden:

## Hespe
| Lage                                             | Bezeichnung              | Beschreibung | ID       | Bild |
| ------------------------------------------------ | ------------------------ | ------------ | -------- | ---- |
| Hauptstraße, Hespe 52° 19′ 53″ N, 9° 6′ 45″ O    | Kriegerdenkmal           |              | 36237731 | BW   |
| Hauptstraße 15, Hespe 52° 19′ 47″ N, 9° 6′ 38″ O | Wohn-/Wirtschaftsgebäude |              | 36237772 | BW   |

## Hiddensen
| Lage                                            | Bezeichnung                                                           | Beschreibung     | ID       | Bild |
| ----------------------------------------------- | --------------------------------------------------------------------- | ---------------- | -------- | ---- |
| Diekstraße 27, Hespe 52° 20′ 11″ N, 9° 6′ 15″ O | Hofanlage Diekstraße 27                                               | Baudenkmalgruppe | 36216111 | BW   |
| Diekstraße 27, Hespe 52° 20′ 12″ N, 9° 6′ 16″ O | Scheune. (Baudenkmalgruppe: Hofanlage Diekstraße 27)                  |                  | 36239134 | BW   |
| Diekstraße 27, Hespe 52° 20′ 11″ N, 9° 6′ 15″ O | Pflasterung. (Baudenkmalgruppe: Hofanlage Diekstraße 27)              |                  | 43149529 | BW   |
| Diekstraße 27, Hespe 52° 20′ 11″ N, 9° 6′ 15″ O | Wohn-/Wirtschaftsgebäude. (Baudenkmalgruppe: Hofanlage Diekstraße 27) |                  | 36237791 | BW   |
| Kolerad 3, Hespe 52° 20′ 4″ N, 9° 6′ 15″ O      | Backhaus                                                              |                  | 36237820 | BW   |

## Levesen
Hier sind keine Denkmale bekannt.

## Stemmen
| Lage                                               | Bezeichnung                                                              | Beschreibung     | ID       | Bild |
| -------------------------------------------------- | ------------------------------------------------------------------------ | ---------------- | -------- | ---- |
| Heidestraße 13, Hespe 52° 19′ 9″ N, 9° 6′ 37″ O    | Wohn-/Wirtschaftsgebäude                                                 |                  | 36238792 | BW   |
| Hesper Straße 5, Hespe 52° 19′ 10″ N, 9° 6′ 20″ O  | Wohn-/Wirtschaftsgebäude                                                 |                  | 36237923 | BW   |
| Hesper Straße 37, Hespe 52° 19′ 28″ N, 9° 6′ 34″ O | Wohn-/Wirtschaftsgebäude                                                 |                  | 36237882 | BW   |
| Hesper Straße 37, Hespe 52° 19′ 29″ N, 9° 6′ 35″ O | Backhaus                                                                 |                  | 36237903 | BW   |
| Oststraße, Hespe 52° 19′ 19″ N, 9° 6′ 47″ O        | Hofanlage Oststraße 32, 34                                               | Baudenkmalgruppe | 36216125 | BW   |
| Oststraße 32, Hespe 52° 19′ 19″ N, 9° 6′ 47″ O     | Nebengebäude. (Baudenkmalgruppe: Hofanlage Oststraße 32, 34)             |                  | 36239731 | BW   |
| Oststraße 34, Hespe 52° 19′ 19″ N, 9° 6′ 48″ O     | Wohn-/Wirtschaftsgebäude. (Baudenkmalgruppe: Hofanlage Oststraße 32, 34) |                  | 36239645 | BW   |